# بعلشميه
بعلشميه هي قرية لبنانية من قرى قضاء بعبدا في محافظة جبل لبنان. يبلغ عدد سكانها 3500نسمة. وتحتوي البلدة على ثروة مائية كبرى، حيث يوجد فيها 27 نبع مياه صالحة للشرب، الامر الذي ساهم في تعزيز الزراعة بين سكان القرية.
تبعد بعلشميه 22 كلم (13.67 مي) عن بيروت عاصمة لبنان. ترتفع 1050 م (3445.05 قدم - 1148.28 يارد) عن سطح البحر وتمتد على مساحة 236 هكتاراً (2.36 كلم²- 0.91096 مي²).